# 멜러니 브롬리
멜러니 브롬리(Melanie Bromley, 1974년 9월 30일 ~ )는 영국의 언론인, 사회자이다.